# لکی پلیس (کالیفرنیا)
لکی پلیس (به انگلیسی: Lackey Place) یک منطقهٔ مسکونی در ایالات متحده آمریکا است که در شهرستان کرن، کالیفرنیا واقع شده‌است. لکی پلیس ۱٬۱۵۸ متر بالاتر از سطح دریا واقع شده‌است.